# João Domingos Bomtempo
João Domingos Bomtempo (Lisboa, 28 de dezembro de 1775 – Lisboa, 18 de agosto de 1842) foi um pianista clássico, compositor e pedagogo português.

## Biografia

### Primeiros Estudos Musicais
Desde cedo iniciou os estudos de música, oboé e contraponto com seu pai, Francesco Saverio Buontempo — oboísta na Corte de Lisboa —, que viera para Portugal no tempo de D. José. Estudou no Seminário Patriarcal, aos 14 anos foi admitido na Irmandade de Santa Cecília como cantor da Capela Real da Bemposta e aos vinte anos tomou o lugar de seu pai, entretanto falecido, na Orquestra da Real Câmara, da qual fez parte até 1801.

### Em França
Em 1801 o músico decide ir para França, contrariando o costume dos músicos portugueses da época, que seria de uma eventual continuação dos seus estudos em Itália. Assim, nesta data, no rescaldo da assinatura do Tratado de Badajoz e com o agravamento das condições políticas e militares, vai para Paris, onde encontra o melhor ambiente para desenvolver a sua vocação musical e onde conviveu com o grupo de exilados adeptos das novas correntes filosóficas e políticas, que se reuniam à volta do egrégio poeta Filinto Elísio. Com esta atitude comprometeu a sua carreira no campo operático. Acolhido por este grupo de emigrantes que partilham as suas ideias liberais inicia uma carreira de pianista virtuoso à maneira de Clementi, Cramer, Dussek (músico muito apreciado por Chopin) e outros, ao mesmo tempo que estreia ele mesmo algumas das suas primeiras composições. São, dessa época, a Grande Sonata para Piano, dedicada a Sua Alteza Real, a Princesa de Portugal. Op. 1, o Primeiro Concerto em Mi bemol para Piano e Orquestra, Op. 2, o Segundo Concerto para Piano, Op. 3, as Variações sobre o «Minueto Afandangado», Op. 4 e ainda a Grande Sonate Pour le Forte Piano Composée et Dediée à Madame de Genlie, Op. 5.
As primeiras obras de Bomtempo foram muito apreciados pelos parisienses e prontamente publicadas pelas casas Leduc e Pleyel em Paris. Estas obras têm forte inspiração em Clementi.
Quando em 1804 atinge uma fama realmente importante, aparece, entre outros lugares, na Salle Olympique como pianista e compositor.

### Em Londres
Entretanto, em Portugal, as tropas de Napoleão sofriam pesadas derrotas infligidas pelo exército luso-inglês e a sua situação em França começou a tornar-se delicada, pelo que vai para Londres em 1810, ano em que a sua 1.ª Sinfonia é alvo dos maiores elogios por parte da crítica parisiense. Na capital britânica é uma vez mais bem recebido pela comunidade portuguesa. Também algumas famílias da aristocracia inglesa lhes dão as boas-vindas especialmente como professor de piano. É então que se começa a relacionar com alguns dos mais importantes músicos do seu tempo como Muzio Clementi e John Field e é professor da filha de Lady Hamilton.
O contacto com Clementi, a quem o ligavam laços de amizade desde Paris, torna-se mais frequente e é na editora do músico italiano que Bomtempo publicará a maior parte das suas obras. Publica Variações sobre um tema de Paesiello - Nel cor piú non mi sento, Op. 6, o Terceiro Concerto para Piano, Op. 7, o Capricho e Variações sobre o «God Save The King», Op. 8, Três grandes sonatas para Piano, Op. 9, entre muitas outras obras. Dado o perfil das pessoas com que se relaciona é provável que date desta época a sua iniciação na Maçonaria.
Em 13 de maio de 1813, D. Domingos António de Sousa Coutinho, Conde do Funchal, diplomata, ao tempo embaixador de Portugal em Londres, realiza um grande festival com dois propósitos: o de celebrar o aniversário daquele que viria a ser o rei D. João VI e a expulsão do exército francês do território português em consequência da derrota de Massena. Influenciado pela euforia que se instalara após a vitória luso-britânica, João Domingos Bomtempo compõe uma cantata intitulada Hino Lusitano. Op. 10, sobre versos do poeta liberal Dr. Vicente Pedro Nolasco da Cunha. Neste festival apresentou-se perante uma audiência de personalidades que incluía a quase totalidade do Conselho de Ministros britânico. As obras compostas nesse período incluem a Primeira Grande Sinfonia. Op. 11, executada pela primeira vez em Londres em 1810, o Quarto Concerto para Piano. Op. 12, executado pelo autor em Hannover Square, Uma Sonata Fácil para Piano. Op. 13, Grande Fantasia para Piano. Op. 14, que dedica a um ilustre emigrado, liberal e seu particular amigo, Ferreira Pinto, Duas Sonatas e Uma Ária Popular com Variações para Piano. Op. 15 e um Quinteto para Piano. Op. 16.

### Em Portugal ou no estrangeiro conforme as alterações políticas
Em 1815, após o congresso de Viena, regressou a Portugal no contexto de uma Europa pacificada. Nesta sequência compõe A Paz da Europa, Cantata. Op. 17, que teria uma edição em Portugal, em versão reduzida com o título O Anúncio da Paz. Preocupado com o desconhecimento da música instrumental portuguesa do período clássico, uma das ideias que trazia em mente era fundar em Portugal uma sociedade de concertos ao estilo da Philharmonic Society londrina, esta fundada em Londres em 1812. Pretendia deste modo preencher uma grave lacuna na cultura musical portuguesa.
Mas o ambiente que se vivia em Portugal, tornara-se ainda mais difícil do que aquele que deixara em 1801 devido à ingerência inglesa na política portuguesa, à ausência da Corte portuguesa no Brasil e o agravamento da repressão contra a Maçonaria Portuguesa e contra todos os que ousavam defender os princípios liberais do constitucionalismo. Deste modo decide regressar a Londres onde publica Três Sonatas para Piano e Violino. Op. 18 e, Elementos de Música e Método para Tocar Piano Forte. Op. 19 a sua principal obra pedagógica que dedicou à “nação portuguesa”. Além disso compôs ainda, Grande Sonata para Piano. Op. 20, Fantasia e Variações para Piano sobre a Ária de Mozart «Soyez Sensibles». Op. 21, uma Ária da Ópera Alessandro in Efeso composta e arranjada para Piano. Op. 22, uma Valsa e uma Marcha.
Em 1816, passa por Paris e regressa a Lisboa aquando da morte de D. Maria I no Brasil. Em 1817, Gomes Freire de Andrade é enforcado no Forte de S. Julião da Barra e este ambiente de repressão leva-o a Paris, de novo em 1818, mas também aí a crispação política não propicia às artes. De regresso a Portugal, dedica-se à composição da que é considerada a sua obra-prima, o Requiem Op.23, (À memória de Camões), integrada no mesmo espírito de revivalismo que tinha originado a publicação em França da famosa edição de Os Lusíadas pelo Morgado de Mateus (1817). Este requiem é talvez o mais importante composto entre o Requiem de Mozart (1791) e o de Berlioz (1837).
João Domingos Bomtempo volta a sair do país para, em 9 de março de 1821, apenas alguns meses depois da Revolução de 1820, oferecer ao Soberano Congresso, uma nova missa de homenagem à regeneração política portuguesa. Esta missa foi cantada na Igreja de S. Domingos no dia 28 de março, seguida de um Te Deum mas, realizada a homenagem à nação, Bomtempo pode então assumir o que não podia antes e, compõe uma nova Missa de Requiem, desta vez, à memória de Gomes Freyre de Andrade e aos supliciados de 1817. Agora, já o nome do prestigiado General e grão-mestre da Maçonaria Portuguesa podia ser evocado, sem os riscos que essa atitude comportaria, alguns anos antes.
João Domingos Bomtempo alcançou a estima de D. João VI e dirigiu as exéquias fúnebres de D. Maria I quando os seus restos mortais chegaram a Lisboa. Conseguiu obter as condições que lhe permitiram fundar a ambicionada Sociedade Filarmónica, que iniciou a sua actividade em agosto de 1822 com a realização de concertos periódicos. No entanto, a política interpõe-se uma vez mais no seu caminho, quando a reacção miguelista lhe proíbe a realização dos concertos então levados a palco na Rua Nova do Carmo e mesmo após a sua reabertura - no insuspeito palácio velho do duque de Cadaval, onde é hoje a estação do Rossio – pela influência de alguns fidalgos admiradores de Bomtempo, viu as suas portas serem definitivamente fechadas após os acontecimentos de 1828 (proclamação de D. Miguel-Guerras Liberais), altura em que o Absolutismo volta ao poder. Este foi um período difícil na vida do compositor português, quando até a sua integridade física esteve seriamente ameaçada. Acabou por ter de se refugiar no Consulado da Rússia em Portugal, mantendo-se aí durante cinco anos, até à chegada a Lisboa das forças liberais de D. Pedro.

### Regresso definitivo a Portugal e consagração institucional
Com o constitucionalismo, João Domingos Bomtempo pôde retomar a sua actividade artística e é nomeado, por D. Pedro IV, professor da rainha D. Maria II. Em 1835, compõe para celebrar o primeiro aniversário da morte de D. Pedro IV, uma Segunda Sinfonia e um Libera Me. Em 1836, é criado, sob inspiração de Almeida Garrett, o Conservatório Geral de Arte Dramática, sendo entregue a Bomtempo a Direcção da sua Escola de Música, mantendo-se como chefe da Orquestra da Corte e onde acumulou também as funções de professor de piano. Aí pretendeu implantar um novo modelo de pedagogia musical contando para isso com o recurso aos métodos do seu amigo Muzio Clementi, sem dúvida um dos mais notáveis mestres do piano do seu tempo, na altura já falecido. Embora se dedique mais ao ensino continua a compor até 1842, data em que compõe e dirige uma missa festiva que seria executada, na Igreja dos Caetanos, por professores e alunos do Conservatório. Viria a morrer alguns dias depois, a 18 de agosto de 1842, vítima de uma "apoplexia".

## Legado
A música de Bomtempo, apesar de revestida de inegável qualidade e de ter alargado o panorama musical português da época, não é vanguardista, sendo mesmo menos moderna que a de Haydn e Mozart e muito menos do que a de Beethoven (seu contemporâneo e compositor de transição clássico-romântico). Por último é importante referir que João Domingos Bomtempo foi sempre defensor dos valores portugueses e na sua obra assumem posição de relevo os valores da liberdade individual e da soberania da nação portuguesa.
O seu nome consta na lista de colaboradores da Revista do Conservatório Real de Lisboa (1842).
Alguns esforços têm sido feitos para divulgar a música de João Domingos Bomtempo, nomeadamente algumas gravações, mas a grande parte mantém-se desconhecida e inédita. As suas composições compreendem concertos, sonatas, fantasias e variações, compostas para piano-forte, desde sempre o seu instrumento preferido e do qual foi exímio intérprete. Conhecem-se também duas sinfonias, embora se admita a existência de mais cinco, que transmitem de um modo mais flagrante a sua personalidade musical e as suas influências invulgares para compositor ibérico da época, nomeadamente influências germânicas clássicas. São ainda de destacar alguns trabalhos corais-sinfónicos como o já o referido Requiem em memória de Camões e outros e ainda alguns fragmentos a ópera Alessandro in Efeso.

## Lista de obras[2][3]
- Op. 1 - Sonata para Piano No.1 em Fá Maior
- Op. 2 - Concerto para Piano No.1 em Mi Bemol Maior
- Op. 3 - Concerto para Piano No.2 em fá menor
- Op. 4 - Fandango & Variações para piano
- Op. 5 - Sonata para Piano No. 2 em dó menor
- Op. 6 - Introduction, 5 variations & fantasy on Paisiello's favorite air for piano
- Op. 7 - Concerto para Piano No.3 em sol menor
- Op. 8 - Capriccio & Variações em "God save the King" para piano, em Mi Bemol Maior
- Op. 9 No.1 - Sonata para Piano No. 3 em Mi Bemol Maior
- Op. 9 No.2 - Sonata para Piano No. 4 em Dó Maior
- Op. 9 No.3 - Sonata para Violino e Piano em mi menor
- Op. 10 - Hymno lusitano (cantata)
- Op. 11 - Sinfonia em Mi Bemol Maior
- Op. 12 - Concerto para Piano No.4 em Ré Maior
- Op. 13 - Sonata para Piano No. 5 em Dó Maior
- Op. 14 - Fantasia para Piano em Dó Maior
- Op. 15 No.1 - Sonata para Piano No. 6 em Lá Bemol Maior
- Op. 15 No.2 - Sonata para Piano No. 7 em sol menor
- Op. 15 No.3 - Variações para piano acerca duma canção popular francesa
- Op. 16 - Quinteto para Piano em Mi Maior
- Op. 17 - A paz da Europa (cantata)
- Op. 18 No.1 - Sonata para Piano No. 8 em Sol Maior
- Op. 18 No.2 - Sonata para Piano No. 9 em fá menor
- Op. 18 No.3 - Sonata para Piano No.10 em Mi Bemol Maior
- Op. 19 - Os 12 estudos para piano
- Op. 20 - Sonata para Piano No.11 em Mi Bemol Maior
- Op. 21 - Variations for piano on a theme from Die Zauberflöte in G minor
- Op. 22 - Variations for piano on a theme from Alessandro in Efeso in B flat major
- Op. 23 - Requiem a Camões em dó menor
- Op. 24 - Sonata No.12 em Si bemol
- 4 Absoluções
- Libera me Domine em Dó menor
- Serenata para piano e cordas em Fá maior
- Te Deum em Fá Maior
- Sinfonia No.2 em Ré maior
- Valsa para piano
- Alessandro in Efeso, opera seria
- Marcha Portugueza para o Piano Forte (1833)[10]

## Obras Pedagógicas
- Elementos de música de methodo de tocar piano forte, op.19 (Londres, sem data).
- Traité de composition musicale (Manuscrito do espólio privado da biblioteca de Ivo Cruz, Lisboa).
- Traité d’harmonie et de contrepoint (Manuscrito do espólio privado da biblioteca de Ivo Cruz, Lisboa).